# جوزيف بينيت
جوزيف بينيت (بالإنجليزية: Joseph Bennett)‏ (28 فبراير 1881 في نيوزيلندا - 29 أغسطس 1947 في نيوزيلندا) هو لاعب كريكت نيوزلندي. شارك مع منتخب نيوزيلندا الوطني للكريكت. أما مع النوادي، فقد لعب مع فريق كانتربري للكريكت ‏.

## وصلات خارجية
- جوزيف بينيت على موقع إي آس بي آن كريك إنفو (الإنجليزية)